# Zhang Enhua
Zhang Enhua (chin. upr. 张恩华, chin. trad. 張恩華, pinyin Zhāng Ēnhuá; ur. 28 kwietnia 1973 w Dalian, zm. 29 kwietnia 2021) – chiński piłkarz występujący na pozycji obrońcy. W czasie swojej kariery piłkarskiej mierzył 183 cm wzrostu, ważył 80 kg.

## Kariera klubowa
Zhang Enhua pochodzi z Dalian. Swoją zawodową karierę piłkarską rozpoczął w miejscowym Dalian Shide. Wówczas ta drużyna nosiła nazwę Dalian Wanda. Zhang w tym klubie występował przez 7 sezonów. W roku 2000 został na 3 miesiące wypożyczony do angielskiego Grimsby Town. W tej drużynie był zmiennikiem kontuzjowanego Petera Handyside. Następnie Zhang powrócił do Dalian. W roku 2004 przeszedł do innego chińskiego klubu - Tianjin Kangshifu. W barwach tej drużyny rozegrał 11 ligowych pojedynków, po czym przeszedł do klubu z tego samego miasta - Tianjin Teda. Nie załapał się tam jednak do podstawowej jednastki i po jednym sezonie odszedł do klubu z Hongkongu - South China. Po 7 rozegranych tam meczach Zhang zakończył swoją karierę piłkarską.

## Kariera reprezentacyjna
Zhang w reprezentacji swojego kraju zadebiutował w roku 1995. Rok później Qi Wusheng
powołał go do 23-osobowej kadry na Puchar Azji. Na tym turnieju Chińczycy dotarli do ćwierćfinału a sam Zhang wystąpił w 3 spotkaniach swojej ekipy i strzelił 2 bramki (obie w wygranym 4-3 meczu z Arabią Saudyjską). 4 lata później Velibor Milutinović powołał go na następny Puchar Azji. Tym razem ekipa Chin zajęła 4. miejsce a Zhang ponownie wystąpił w 3 meczach. W roku 2002 Zhang znalazł się w kadrze reprezentacji na mundial. Impreza ta zakończyła się dla Chińczyków niepowodzeniem, ponieważ zajęli ostatnie miejsce w swojej grupie. Łącznie w barwach narodowych Zhang zagrał 65 razy i 7 razy wpisał się na listę strzelców.